# Odense Volleyball
Odense Volleyball – duński klub siatkarski z siedzibą w Odense. Powstał w 1973 roku jako VK Fortuna 73 w wyniku połączenia klubów Nyborg VK i Bolbro VBK. W latach 80. męski zespół po raz pierwszy awansował do najwyższej klasy rozgrywkowej. W sezonach 1988/1989 oraz 1990/1991 zdobył brązowe medale mistrzostw Danii.
W 1994 roku VK Fortuna 73 połączył się z Bellinge IF. W 1997 roku klub zmienił nazwę na Fortuna Odense Volley.
W 2021 roku Fortuna Odense Volley stworzyła wspólny zespół z BK Marienlyst pod nazwą Marienlyst-Fortuna. W sezonie 2022/2023 Marienlyst-Fortuna zdobył mistrzostwo Danii i krajowy puchar.
W maju 2023 roku kluby Marienlyst i Fortuna zakończyły współpracę. 16 maja 2023 roku na walnym zgromadzeniu podjęto decyzję o zmianie nazwy klubu z Fortuna Odense Volley na Odense Volleyball. W sezonie 2023/2024 Odense Volleyball zdobył krajowy puchar.
Odense Volleyball obecnie swoje mecze domowe rozgrywa w Klostermarkhallen.

## Osiągnięcia
Mistrzostwa Danii:
- 1. miejsce (3x): 2023, 2024[8], 2025[9]
- 3. miejsce (2x): 1989, 1991

Puchar Danii:
- 1. miejsce (3x): 2023, 2024, 2025